# James W. Ford
James W. Ford (* 22. Dezember 1893; † 21. Juni 1957) war ein US-amerikanischer Politiker (CPUSA). Er war bei den Präsidentschaftswahlen 1932 der erste afroamerikanische Kandidat für das Amt des Vizepräsidenten.

## Leben
In Alabama geboren und aufgewachsen nahm Ford ab 1917 am Ersten Weltkrieg teil, welchen er alsbald als imperialistischen Krieg verstand. Nach dem Ende des Krieges zog es ihn nach Chicago, wo er für die US-amerikanische Post zu arbeiten begann und sich gewerkschaftlich engagierte. Zur selben Zeit wurde er Mitglied der Kommunistischen Partei der USA (CPUSA) und dem der Partei nahestehenden American Negro Labor Congress.
Bei den US-Präsidentschaftswahlen 1932, 1936 und 1940 kandidierte er für das Amt des US-Vizepräsidenten an der Seite von William Z. Foster (1932) und Earl Browder (1936 und 1940).
Nach Auflösung der CPUSA 1944 und der Etablierung der Communist Political Association wurde Ford hinter Browder der stellvertretende Vorsitzende dieser kurzlebigen Organisation. Im Gegensatz zu Browder wurde er nach einer Selbstkritik jedoch wieder in die kurze Zeit darauf erneut konstituierte CPUSA aufgenommen und war in dieser, wie auch schon vor dem Krieg, äußerst Aktiv im Kampf für die Rechte von Afroamerikanern.